# Arachnomura adfectuosa
Arachnomura adfectuosa là một loài nhện trong họ Salticidae.
Loài này thuộc chi Arachnomura. Arachnomura adfectuosa được María Elena Galiano miêu tả năm 1977.